# Goffredo Petrassi
Goffredo Petrassi (ur. 16 lipca 1904 w Zagarolo, zm. 3 marca 2003 w Rzymie) – włoski kompozytor.

## Życiorys
W młodości był członkiem chóru chłopięcego przy rzymskim kościele S. Salvatore in Lauro. Początkowo był samoukiem - pracując w księgarni muzycznej studiował wszystkie dostępne partytury. Później uczył się prywatnie. Został przyjęty do klasy kompozycji Alessandro Bustiniego w Akademii Świętej Cecylii w Rzymie. 
Od 1939 profesor tej Akademii.

## Twórczość
Tworzył dzieła utrzymane w konwencji neoklasycystycznej, wykorzystujące również zdobycze dodekafonii. Autor muzyki orkiestrowej, utworów kameralnych, pieśni, oper i baletów.